# Red (Taylor Swift)
Red is het vierde studioalbum van de Amerikaanse singer-songwriter Taylor Swift. Het album werd uitgebracht op 22 oktober 2012 door het platenlabel Big Machine Records. Volgens Swift beschrijven de liedjes op het album allemaal emoties die zij associeert met de kleur rood ("red"), zoals liefde, frustratie, jaloezie en verwarring.
Het album werd genomineerd voor twee Grammy Awards (Album of the Year en Best Country Album). Daarnaast wisten twee singles van Red de Nederlandse Top 40 en de Ultratop 50 te bereiken, namelijk "We Are Never Ever Getting Back Together" en "I Knew You Were Trouble". Daarmee waren de singles van Red succesvoller in Nederland en Vlaanderen dan die van haar eerdere albums.
Op 12 november 2021 verscheen een heropname van Red (inclusief een aantal nieuwe nummers) onder de naam Red (Taylor's Version). Swift nam het album opnieuw op naar aanleiding van haar conflict met haar voormalige platenlabel Big Machine. Red (Taylor's Version) is de tweede heropname die Swift uitbrengt, na Fearless (Taylor's Version) eerder in 2021.

## Achtergrond
Op 13 augustus 2012 kondigde Swift haar vierde studioalbum, genaamd Red, aan via een livestream op YouTube. In tegenstelling tot haar vorige album, Speak Now, werkte Swift op dit album samen met verschillende andere schrijvers, waaronder Max Martin en Shellback. Met hen schreef ze ook de eerste single van het album, "We Are Never Ever Getting Back Together". Dit nummer is een van de eerste nummers van Swift die meer neigen naar pop dan naar country, een lijn die ook te bespeuren valt op de rest van Red. In aanloop naar de lancering van Red bracht Swift bij Good Morning America in vier weken vier promotiesingles uit, namelijk "Begin Again", "Red", "I Knew You Were Trouble" en "State of Grace".

## Promotie

### Singles
De eerste single van Red was "We Are Never Ever Getting Back Together". Met deze single bereikte Swift voor de eerste keer de top van de Billboard Hot 100. In Nederland piekte "We Are Never Ever Getting Back Together" op de 16e plek in de Top 40 en in Vlaamse Ultratop 50 bereikte het nummer de 26e plek. "Begin Again" was de tweede single van Red. Dit nummer werd eerst uitgebracht als promotiesingle en werd op 1 oktober 2012 naar Amerikaanse country radiostations gestuurd. In Nederland en Vlaanderen verscheen de single pas op 12 november en behaalde geen hitnoteringen. Eind 2012 werd ook de promotiesingle "I Knew You Were Trouble" uitgebracht als volwaardige single. Met deze derde single behaalde Swift de tweede positie in de Billboard Hot 100 en de top tien in de hitlijsten van verschillende andere landen. Ook in Nederland en Vlaanderen deed de single het goed. In de Vlaamse Ultratop 50 bereikte "I Knew You Were Trouble" de top tien en in Nederlandse Top 40 een 19e plek.
In maart 2013 werd "22" uitgebracht als de vierde single van Red. De single bereikte voor de eerste keer de Amerikaanse hitlijsten in oktober 2012 toen Red verscheen. Op het moment dat het nummer werd uitgebracht als single, bereikte het weer de hitlijsten. "22" piekte op de 20ste plek in de Billboard Hot 100 en bereikte de top 10 in Israel, Schotland, Zuid-Afrika en het Verenigd Koninkrijk. In Nederland en België kwam de single niet verder dan een plek in de Tipparade. De vijfde single van Red was de titeltrack en werd alleen naar Amerikaanse country radiostations gestuurd. Het bereikte de zesde plaats in de Billboard Hot 100 en de tweede plaats in de Billboard Hot Country Songs. In Nederland en België bereikte "Red" de hitlijsten niet. Voor de vijfde single werkte Swift samen met Ed Sheeran. Met hem bracht ze "Everything Has Changed" uit. In Ierland en Groot-Brittannië bereikte deze single de top tien. In de VS piekte "Everything Has Changed" op plek 32 en in zowel Nederland als Vlaanderen werd slechts de tipparade bereikt. De laatste single van Red was "The Last Time" waarbij Swift samenwerkte met Gary Lightbody van Snow Patrol. Deze single werd alleen in het Verenigd Koninkrijk uitgegeven en bereikte daar een 25e plek in de hitlijsten. Hoewel de single niet officieel werd uitgegeven in België en Nederland, bereikte "The Last Time" toch de tipparade in Vlaanderen.

### Tour
Ter ondersteuning van Red tourde Swift van maart 2013 tot juni 2014 over de wereld. Ze bezocht Noord-Amerika, Europa, Oceanië en Azië met 86 shows in totaal. Met deze Red Tour brak Swift het record voor de best verdienende tour door een countryartiest. De tour bracht namelijk $150 miljoen op.

## Ontvangst
Red werd over het algemeen positief ontvangen. Volgens Metacritic, een website die albums een score van 0 tot 100 toekent op basis van alle (professionele) recensies, werd het album 23 keer gerecenseerd en kreeg het een gemiddelde score van 77. Recensenten complementeerden Swift voor het combineren van verschillende muziekstijlen en haar eerste echte stappen in popmuziek. Zo schrijft Stephen Thomas Erlwine voor AllMusic dat "Red nauwelijks naar country kijkt" en dat "daarom een beter album is". Ook de Volkskrant was enthousiast over Swifts beweging richting popmuziek. Hun recensent schreef dat "op Red pittige, knap geschreven en geproduceerde popsongs van een zelfverzekerde zangeres te horen [zijn]". Echter, sommige recensenten vonden de verscheidendheid aan muziekstijlen op Red minder geslaagd. Zo vindt Jonathan Keefe (namens Slant Magazine) dat een aantal liedjes op Red cliché en zelfs teleurstellend zijn en beschrijft Michael Gallucci het album namens The A.V. Club als "gecompliceerd en soms zonder focus".
Naast de positieve ontvangst bij uitbrengst werd Red ook gezien als een van de beste albums van 2012 en van de jaren '10. Onder andere Billboard en Associated Press vonden Red behoren tot de tien beste albums van 2012. The Guardian en Rolling Stone plaatsten Red in hun top 50 albums van dat jaar. Aan het eind van de jaren '10 plaatste Pitchfork Red op de 59ste plek van hun top 200 albums van dat decennium. Zowel Rolling Stone als Billboard plaatsten Red op de vierde plek.

### Verkoop
In de eerste week dat Red uit was, werden er in de VS 1,208 miljoen exemplaren verkocht. Daarmee was Red het best verkochte album in een week sinds Eminems The Eminem Show en het beste verkochte album in een week van een vrouwelijke artiest sinds Britney Spears' Oops!... I Did It Again. Eind 2012 waren er 3,11 miljoen exemplaren van Red verkocht in de VS. Daardoor was het het één na best verkochte album van dat jaar (na Adeles 21) ondanks dat het album pas 2 maanden uit was. In de VS stond Red dan ook zeven weken boven aan de Billboard 200. Ook in verschillende andere landen bereikte Red de top van de hitlijsten, waaronder het Verenigd Koninkrijk, Australië en Nieuw-Zeeland. In België behaalde Red een tweede plek in de Ultratop 200 Albums en in Nederland haalde het de zevende plek in de Album Top 100.

### Prijzen
Red werd genomineerd voor het beste album van het jaar bij de Academy of Country Music Awards en de Country Music Association Awards, maar won geen van beide. Daarnaast werd het album genomineerd voor zowel het beste pop/rockalbum als het beste countryalbum bij de American Music Awards. Red won alleen de prijs voor beste countryalbum. Ten slotte werd Red genomineerd voor album van het jaar en voor beste country album bij de Grammy Awards, maar wist deze opnieuw niet te verzilveren.

## Tracklist
| 1.                 | State of Grace                                | Taylor Swift                 | Nathan Chapman Swift    | 4:55 |
| 2.                 | Red                                           | Swift                        | Dann Huff Chapman Swift | 3:43 |
| 3.                 | Treacherous                                   | Swift Dan Wilson             | Wilson                  | 4:02 |
| 4.                 | I Knew You Were Trouble                       | Swift Max Martin Shellback   | Martin Shellback        | 3:39 |
| 5.                 | All Too Well                                  | Swift Liz Rose               | Chapman Swift           | 5:29 |
| 6.                 | 22                                            | Swift Martin Shellback       | Martin Shellback        | 3:52 |
| 7.                 | I Almost Do                                   | Swift                        | Chapman Swift           | 4:04 |
| 8.                 | We Are Never Ever Getting Back Together       | Swift Martin Shellback       | Martin Shellback        | 3:13 |
| 9.                 | Stay Stay Stay                                | Swift                        | Chapman Swift           | 3:25 |
| 10.                | The Last Time (featuring Gary Lightbody)      | Swift Lightbody Jacknife Lee | Lee                     | 4:59 |
| 11.                | Holy Ground                                   | Swift                        | Jeff Bhasker            | 3:22 |
| 12.                | Sad Beautiful Tragic                          | Swift                        | Chapman Swift           | 4:44 |
| 13.                | The Lucky One                                 | Swift                        | Bhasker                 | 4:00 |
| 14.                | Everything Has Changed (featuring Ed Sheeran) | Swift Sheeran                | Butch Walker            | 4:05 |
| 15.                | Starlight                                     | Swift                        | Huff Chapman Swift      | 3:40 |
| 16.                | Begin Again                                   | Swift                        | Huff Chapman Swift      | 3:57 |
| Totale duur: 65:11 |                                               |                              |                         |      |

| 17.                | The Moment I Knew                     | Swift         | Chapman Swift | 4:45 |
| 18.                | Come Back... Be Here                  | Swift, Wilson | Wilson        | 3:42 |
| 19.                | Girl at Home                          | Swift         | Chapman Swift | 3:40 |
| 20.                | Treacherous (Original Demo Recording) | Swift Wilson  | Wilson        | 3:59 |
| 21.                | Red (Original Demo Recording)         | Swift         | Chapman Swift | 3:46 |
| 22.                | State of Grace (Acoustic Version)     | Swift         | Chapman Swift | 5:22 |
| Totale duur: 90:27 |                                       |               |               |      |

## Hitnoteringen

### Nederlandse Album Top 100
| Hitnoteringen: (Week 1 t/m 16) 27-10-2012 t/m 09-02-2013 Hitnoteringen: (Week 17) 06/04/2013 | Hitnoteringen: (Week 1 t/m 16) 27-10-2012 t/m 09-02-2013 Hitnoteringen: (Week 17) 06/04/2013 | Hitnoteringen: (Week 1 t/m 16) 27-10-2012 t/m 09-02-2013 Hitnoteringen: (Week 17) 06/04/2013 | Hitnoteringen: (Week 1 t/m 16) 27-10-2012 t/m 09-02-2013 Hitnoteringen: (Week 17) 06/04/2013 | Hitnoteringen: (Week 1 t/m 16) 27-10-2012 t/m 09-02-2013 Hitnoteringen: (Week 17) 06/04/2013 | Hitnoteringen: (Week 1 t/m 16) 27-10-2012 t/m 09-02-2013 Hitnoteringen: (Week 17) 06/04/2013 | Hitnoteringen: (Week 1 t/m 16) 27-10-2012 t/m 09-02-2013 Hitnoteringen: (Week 17) 06/04/2013 | Hitnoteringen: (Week 1 t/m 16) 27-10-2012 t/m 09-02-2013 Hitnoteringen: (Week 17) 06/04/2013 | Hitnoteringen: (Week 1 t/m 16) 27-10-2012 t/m 09-02-2013 Hitnoteringen: (Week 17) 06/04/2013 | Hitnoteringen: (Week 1 t/m 16) 27-10-2012 t/m 09-02-2013 Hitnoteringen: (Week 17) 06/04/2013 | Hitnoteringen: (Week 1 t/m 16) 27-10-2012 t/m 09-02-2013 Hitnoteringen: (Week 17) 06/04/2013 | Hitnoteringen: (Week 1 t/m 16) 27-10-2012 t/m 09-02-2013 Hitnoteringen: (Week 17) 06/04/2013 | Hitnoteringen: (Week 1 t/m 16) 27-10-2012 t/m 09-02-2013 Hitnoteringen: (Week 17) 06/04/2013 | Hitnoteringen: (Week 1 t/m 16) 27-10-2012 t/m 09-02-2013 Hitnoteringen: (Week 17) 06/04/2013 | Hitnoteringen: (Week 1 t/m 16) 27-10-2012 t/m 09-02-2013 Hitnoteringen: (Week 17) 06/04/2013 | Hitnoteringen: (Week 1 t/m 16) 27-10-2012 t/m 09-02-2013 Hitnoteringen: (Week 17) 06/04/2013 | Hitnoteringen: (Week 1 t/m 16) 27-10-2012 t/m 09-02-2013 Hitnoteringen: (Week 17) 06/04/2013 | Hitnoteringen: (Week 1 t/m 16) 27-10-2012 t/m 09-02-2013 Hitnoteringen: (Week 17) 06/04/2013 | Hitnoteringen: (Week 1 t/m 16) 27-10-2012 t/m 09-02-2013 Hitnoteringen: (Week 17) 06/04/2013 | Hitnoteringen: (Week 1 t/m 16) 27-10-2012 t/m 09-02-2013 Hitnoteringen: (Week 17) 06/04/2013 | Hitnoteringen: (Week 1 t/m 16) 27-10-2012 t/m 09-02-2013 Hitnoteringen: (Week 17) 06/04/2013 |
| Week:                                                                                        | 1                                                                                            | 2                                                                                            | 3                                                                                            | 4                                                                                            | 5                                                                                            | 6                                                                                            | 7                                                                                            | 8                                                                                            | 9                                                                                            | 10                                                                                           | 11                                                                                           | 12                                                                                           | 13                                                                                           | 14                                                                                           | 15                                                                                           | 16                                                                                           |                                                                                              | 17                                                                                           |                                                                                              |                                                                                              |
| -------------------------------------------------------------------------------------------- | -------------------------------------------------------------------------------------------- | -------------------------------------------------------------------------------------------- | -------------------------------------------------------------------------------------------- | -------------------------------------------------------------------------------------------- | -------------------------------------------------------------------------------------------- | -------------------------------------------------------------------------------------------- | -------------------------------------------------------------------------------------------- | -------------------------------------------------------------------------------------------- | -------------------------------------------------------------------------------------------- | -------------------------------------------------------------------------------------------- | -------------------------------------------------------------------------------------------- | -------------------------------------------------------------------------------------------- | -------------------------------------------------------------------------------------------- | -------------------------------------------------------------------------------------------- | -------------------------------------------------------------------------------------------- | -------------------------------------------------------------------------------------------- | -------------------------------------------------------------------------------------------- | -------------------------------------------------------------------------------------------- | -------------------------------------------------------------------------------------------- | -------------------------------------------------------------------------------------------- |
| Positie                                                                                      | 76                                                                                           | 7                                                                                            | 22                                                                                           | 33                                                                                           | 35                                                                                           | 43                                                                                           | 47                                                                                           | 94                                                                                           | 75                                                                                           | 72                                                                                           | 54                                                                                           | 55                                                                                           | 69                                                                                           | 60                                                                                           | 76                                                                                           | 90                                                                                           | uit                                                                                          | 100                                                                                          | uit                                                                                          |                                                                                              |

### Vlaamse Ultratop 200 Albums
| Hitnoteringen: (Week 1 t/m 30) 27-10-2012 t/m 18-05-2013 Hitnoteringen: (Week 31 t/m 32): 01-06-2013 t/m 08-06-2013 Hitnoteringen: (Week 33 t/m 37) 22-06-2013 t/m 20-07-2013 Hitnoteringen: (Week 38 t/m 39) 03-08-2013 t/m 10-08-2013 Hitnoteringen (Week 40 t/m 41): 07-09-2013 t/m 14-09-2013 Hitnoteringen: (Week 42 t/m 43) 10-04-2021 t/m 17-04-2021 Hitnoteringen: (Week 44) 26-06-2021 Hitnoteringen: (Week 45) 31-07-2021 Hitnoteringen: (Week 46) 04-09-2021 Hitnoteringen: (Week 47) 13-11-2021 | Hitnoteringen: (Week 1 t/m 30) 27-10-2012 t/m 18-05-2013 Hitnoteringen: (Week 31 t/m 32): 01-06-2013 t/m 08-06-2013 Hitnoteringen: (Week 33 t/m 37) 22-06-2013 t/m 20-07-2013 Hitnoteringen: (Week 38 t/m 39) 03-08-2013 t/m 10-08-2013 Hitnoteringen (Week 40 t/m 41): 07-09-2013 t/m 14-09-2013 Hitnoteringen: (Week 42 t/m 43) 10-04-2021 t/m 17-04-2021 Hitnoteringen: (Week 44) 26-06-2021 Hitnoteringen: (Week 45) 31-07-2021 Hitnoteringen: (Week 46) 04-09-2021 Hitnoteringen: (Week 47) 13-11-2021 | Hitnoteringen: (Week 1 t/m 30) 27-10-2012 t/m 18-05-2013 Hitnoteringen: (Week 31 t/m 32): 01-06-2013 t/m 08-06-2013 Hitnoteringen: (Week 33 t/m 37) 22-06-2013 t/m 20-07-2013 Hitnoteringen: (Week 38 t/m 39) 03-08-2013 t/m 10-08-2013 Hitnoteringen (Week 40 t/m 41): 07-09-2013 t/m 14-09-2013 Hitnoteringen: (Week 42 t/m 43) 10-04-2021 t/m 17-04-2021 Hitnoteringen: (Week 44) 26-06-2021 Hitnoteringen: (Week 45) 31-07-2021 Hitnoteringen: (Week 46) 04-09-2021 Hitnoteringen: (Week 47) 13-11-2021 | Hitnoteringen: (Week 1 t/m 30) 27-10-2012 t/m 18-05-2013 Hitnoteringen: (Week 31 t/m 32): 01-06-2013 t/m 08-06-2013 Hitnoteringen: (Week 33 t/m 37) 22-06-2013 t/m 20-07-2013 Hitnoteringen: (Week 38 t/m 39) 03-08-2013 t/m 10-08-2013 Hitnoteringen (Week 40 t/m 41): 07-09-2013 t/m 14-09-2013 Hitnoteringen: (Week 42 t/m 43) 10-04-2021 t/m 17-04-2021 Hitnoteringen: (Week 44) 26-06-2021 Hitnoteringen: (Week 45) 31-07-2021 Hitnoteringen: (Week 46) 04-09-2021 Hitnoteringen: (Week 47) 13-11-2021 | Hitnoteringen: (Week 1 t/m 30) 27-10-2012 t/m 18-05-2013 Hitnoteringen: (Week 31 t/m 32): 01-06-2013 t/m 08-06-2013 Hitnoteringen: (Week 33 t/m 37) 22-06-2013 t/m 20-07-2013 Hitnoteringen: (Week 38 t/m 39) 03-08-2013 t/m 10-08-2013 Hitnoteringen (Week 40 t/m 41): 07-09-2013 t/m 14-09-2013 Hitnoteringen: (Week 42 t/m 43) 10-04-2021 t/m 17-04-2021 Hitnoteringen: (Week 44) 26-06-2021 Hitnoteringen: (Week 45) 31-07-2021 Hitnoteringen: (Week 46) 04-09-2021 Hitnoteringen: (Week 47) 13-11-2021 | Hitnoteringen: (Week 1 t/m 30) 27-10-2012 t/m 18-05-2013 Hitnoteringen: (Week 31 t/m 32): 01-06-2013 t/m 08-06-2013 Hitnoteringen: (Week 33 t/m 37) 22-06-2013 t/m 20-07-2013 Hitnoteringen: (Week 38 t/m 39) 03-08-2013 t/m 10-08-2013 Hitnoteringen (Week 40 t/m 41): 07-09-2013 t/m 14-09-2013 Hitnoteringen: (Week 42 t/m 43) 10-04-2021 t/m 17-04-2021 Hitnoteringen: (Week 44) 26-06-2021 Hitnoteringen: (Week 45) 31-07-2021 Hitnoteringen: (Week 46) 04-09-2021 Hitnoteringen: (Week 47) 13-11-2021 | Hitnoteringen: (Week 1 t/m 30) 27-10-2012 t/m 18-05-2013 Hitnoteringen: (Week 31 t/m 32): 01-06-2013 t/m 08-06-2013 Hitnoteringen: (Week 33 t/m 37) 22-06-2013 t/m 20-07-2013 Hitnoteringen: (Week 38 t/m 39) 03-08-2013 t/m 10-08-2013 Hitnoteringen (Week 40 t/m 41): 07-09-2013 t/m 14-09-2013 Hitnoteringen: (Week 42 t/m 43) 10-04-2021 t/m 17-04-2021 Hitnoteringen: (Week 44) 26-06-2021 Hitnoteringen: (Week 45) 31-07-2021 Hitnoteringen: (Week 46) 04-09-2021 Hitnoteringen: (Week 47) 13-11-2021 | Hitnoteringen: (Week 1 t/m 30) 27-10-2012 t/m 18-05-2013 Hitnoteringen: (Week 31 t/m 32): 01-06-2013 t/m 08-06-2013 Hitnoteringen: (Week 33 t/m 37) 22-06-2013 t/m 20-07-2013 Hitnoteringen: (Week 38 t/m 39) 03-08-2013 t/m 10-08-2013 Hitnoteringen (Week 40 t/m 41): 07-09-2013 t/m 14-09-2013 Hitnoteringen: (Week 42 t/m 43) 10-04-2021 t/m 17-04-2021 Hitnoteringen: (Week 44) 26-06-2021 Hitnoteringen: (Week 45) 31-07-2021 Hitnoteringen: (Week 46) 04-09-2021 Hitnoteringen: (Week 47) 13-11-2021 | Hitnoteringen: (Week 1 t/m 30) 27-10-2012 t/m 18-05-2013 Hitnoteringen: (Week 31 t/m 32): 01-06-2013 t/m 08-06-2013 Hitnoteringen: (Week 33 t/m 37) 22-06-2013 t/m 20-07-2013 Hitnoteringen: (Week 38 t/m 39) 03-08-2013 t/m 10-08-2013 Hitnoteringen (Week 40 t/m 41): 07-09-2013 t/m 14-09-2013 Hitnoteringen: (Week 42 t/m 43) 10-04-2021 t/m 17-04-2021 Hitnoteringen: (Week 44) 26-06-2021 Hitnoteringen: (Week 45) 31-07-2021 Hitnoteringen: (Week 46) 04-09-2021 Hitnoteringen: (Week 47) 13-11-2021 | Hitnoteringen: (Week 1 t/m 30) 27-10-2012 t/m 18-05-2013 Hitnoteringen: (Week 31 t/m 32): 01-06-2013 t/m 08-06-2013 Hitnoteringen: (Week 33 t/m 37) 22-06-2013 t/m 20-07-2013 Hitnoteringen: (Week 38 t/m 39) 03-08-2013 t/m 10-08-2013 Hitnoteringen (Week 40 t/m 41): 07-09-2013 t/m 14-09-2013 Hitnoteringen: (Week 42 t/m 43) 10-04-2021 t/m 17-04-2021 Hitnoteringen: (Week 44) 26-06-2021 Hitnoteringen: (Week 45) 31-07-2021 Hitnoteringen: (Week 46) 04-09-2021 Hitnoteringen: (Week 47) 13-11-2021 | Hitnoteringen: (Week 1 t/m 30) 27-10-2012 t/m 18-05-2013 Hitnoteringen: (Week 31 t/m 32): 01-06-2013 t/m 08-06-2013 Hitnoteringen: (Week 33 t/m 37) 22-06-2013 t/m 20-07-2013 Hitnoteringen: (Week 38 t/m 39) 03-08-2013 t/m 10-08-2013 Hitnoteringen (Week 40 t/m 41): 07-09-2013 t/m 14-09-2013 Hitnoteringen: (Week 42 t/m 43) 10-04-2021 t/m 17-04-2021 Hitnoteringen: (Week 44) 26-06-2021 Hitnoteringen: (Week 45) 31-07-2021 Hitnoteringen: (Week 46) 04-09-2021 Hitnoteringen: (Week 47) 13-11-2021 | Hitnoteringen: (Week 1 t/m 30) 27-10-2012 t/m 18-05-2013 Hitnoteringen: (Week 31 t/m 32): 01-06-2013 t/m 08-06-2013 Hitnoteringen: (Week 33 t/m 37) 22-06-2013 t/m 20-07-2013 Hitnoteringen: (Week 38 t/m 39) 03-08-2013 t/m 10-08-2013 Hitnoteringen (Week 40 t/m 41): 07-09-2013 t/m 14-09-2013 Hitnoteringen: (Week 42 t/m 43) 10-04-2021 t/m 17-04-2021 Hitnoteringen: (Week 44) 26-06-2021 Hitnoteringen: (Week 45) 31-07-2021 Hitnoteringen: (Week 46) 04-09-2021 Hitnoteringen: (Week 47) 13-11-2021 | Hitnoteringen: (Week 1 t/m 30) 27-10-2012 t/m 18-05-2013 Hitnoteringen: (Week 31 t/m 32): 01-06-2013 t/m 08-06-2013 Hitnoteringen: (Week 33 t/m 37) 22-06-2013 t/m 20-07-2013 Hitnoteringen: (Week 38 t/m 39) 03-08-2013 t/m 10-08-2013 Hitnoteringen (Week 40 t/m 41): 07-09-2013 t/m 14-09-2013 Hitnoteringen: (Week 42 t/m 43) 10-04-2021 t/m 17-04-2021 Hitnoteringen: (Week 44) 26-06-2021 Hitnoteringen: (Week 45) 31-07-2021 Hitnoteringen: (Week 46) 04-09-2021 Hitnoteringen: (Week 47) 13-11-2021 | Hitnoteringen: (Week 1 t/m 30) 27-10-2012 t/m 18-05-2013 Hitnoteringen: (Week 31 t/m 32): 01-06-2013 t/m 08-06-2013 Hitnoteringen: (Week 33 t/m 37) 22-06-2013 t/m 20-07-2013 Hitnoteringen: (Week 38 t/m 39) 03-08-2013 t/m 10-08-2013 Hitnoteringen (Week 40 t/m 41): 07-09-2013 t/m 14-09-2013 Hitnoteringen: (Week 42 t/m 43) 10-04-2021 t/m 17-04-2021 Hitnoteringen: (Week 44) 26-06-2021 Hitnoteringen: (Week 45) 31-07-2021 Hitnoteringen: (Week 46) 04-09-2021 Hitnoteringen: (Week 47) 13-11-2021 | Hitnoteringen: (Week 1 t/m 30) 27-10-2012 t/m 18-05-2013 Hitnoteringen: (Week 31 t/m 32): 01-06-2013 t/m 08-06-2013 Hitnoteringen: (Week 33 t/m 37) 22-06-2013 t/m 20-07-2013 Hitnoteringen: (Week 38 t/m 39) 03-08-2013 t/m 10-08-2013 Hitnoteringen (Week 40 t/m 41): 07-09-2013 t/m 14-09-2013 Hitnoteringen: (Week 42 t/m 43) 10-04-2021 t/m 17-04-2021 Hitnoteringen: (Week 44) 26-06-2021 Hitnoteringen: (Week 45) 31-07-2021 Hitnoteringen: (Week 46) 04-09-2021 Hitnoteringen: (Week 47) 13-11-2021 | Hitnoteringen: (Week 1 t/m 30) 27-10-2012 t/m 18-05-2013 Hitnoteringen: (Week 31 t/m 32): 01-06-2013 t/m 08-06-2013 Hitnoteringen: (Week 33 t/m 37) 22-06-2013 t/m 20-07-2013 Hitnoteringen: (Week 38 t/m 39) 03-08-2013 t/m 10-08-2013 Hitnoteringen (Week 40 t/m 41): 07-09-2013 t/m 14-09-2013 Hitnoteringen: (Week 42 t/m 43) 10-04-2021 t/m 17-04-2021 Hitnoteringen: (Week 44) 26-06-2021 Hitnoteringen: (Week 45) 31-07-2021 Hitnoteringen: (Week 46) 04-09-2021 Hitnoteringen: (Week 47) 13-11-2021 | Hitnoteringen: (Week 1 t/m 30) 27-10-2012 t/m 18-05-2013 Hitnoteringen: (Week 31 t/m 32): 01-06-2013 t/m 08-06-2013 Hitnoteringen: (Week 33 t/m 37) 22-06-2013 t/m 20-07-2013 Hitnoteringen: (Week 38 t/m 39) 03-08-2013 t/m 10-08-2013 Hitnoteringen (Week 40 t/m 41): 07-09-2013 t/m 14-09-2013 Hitnoteringen: (Week 42 t/m 43) 10-04-2021 t/m 17-04-2021 Hitnoteringen: (Week 44) 26-06-2021 Hitnoteringen: (Week 45) 31-07-2021 Hitnoteringen: (Week 46) 04-09-2021 Hitnoteringen: (Week 47) 13-11-2021 | Hitnoteringen: (Week 1 t/m 30) 27-10-2012 t/m 18-05-2013 Hitnoteringen: (Week 31 t/m 32): 01-06-2013 t/m 08-06-2013 Hitnoteringen: (Week 33 t/m 37) 22-06-2013 t/m 20-07-2013 Hitnoteringen: (Week 38 t/m 39) 03-08-2013 t/m 10-08-2013 Hitnoteringen (Week 40 t/m 41): 07-09-2013 t/m 14-09-2013 Hitnoteringen: (Week 42 t/m 43) 10-04-2021 t/m 17-04-2021 Hitnoteringen: (Week 44) 26-06-2021 Hitnoteringen: (Week 45) 31-07-2021 Hitnoteringen: (Week 46) 04-09-2021 Hitnoteringen: (Week 47) 13-11-2021 | Hitnoteringen: (Week 1 t/m 30) 27-10-2012 t/m 18-05-2013 Hitnoteringen: (Week 31 t/m 32): 01-06-2013 t/m 08-06-2013 Hitnoteringen: (Week 33 t/m 37) 22-06-2013 t/m 20-07-2013 Hitnoteringen: (Week 38 t/m 39) 03-08-2013 t/m 10-08-2013 Hitnoteringen (Week 40 t/m 41): 07-09-2013 t/m 14-09-2013 Hitnoteringen: (Week 42 t/m 43) 10-04-2021 t/m 17-04-2021 Hitnoteringen: (Week 44) 26-06-2021 Hitnoteringen: (Week 45) 31-07-2021 Hitnoteringen: (Week 46) 04-09-2021 Hitnoteringen: (Week 47) 13-11-2021 | Hitnoteringen: (Week 1 t/m 30) 27-10-2012 t/m 18-05-2013 Hitnoteringen: (Week 31 t/m 32): 01-06-2013 t/m 08-06-2013 Hitnoteringen: (Week 33 t/m 37) 22-06-2013 t/m 20-07-2013 Hitnoteringen: (Week 38 t/m 39) 03-08-2013 t/m 10-08-2013 Hitnoteringen (Week 40 t/m 41): 07-09-2013 t/m 14-09-2013 Hitnoteringen: (Week 42 t/m 43) 10-04-2021 t/m 17-04-2021 Hitnoteringen: (Week 44) 26-06-2021 Hitnoteringen: (Week 45) 31-07-2021 Hitnoteringen: (Week 46) 04-09-2021 Hitnoteringen: (Week 47) 13-11-2021 | Hitnoteringen: (Week 1 t/m 30) 27-10-2012 t/m 18-05-2013 Hitnoteringen: (Week 31 t/m 32): 01-06-2013 t/m 08-06-2013 Hitnoteringen: (Week 33 t/m 37) 22-06-2013 t/m 20-07-2013 Hitnoteringen: (Week 38 t/m 39) 03-08-2013 t/m 10-08-2013 Hitnoteringen (Week 40 t/m 41): 07-09-2013 t/m 14-09-2013 Hitnoteringen: (Week 42 t/m 43) 10-04-2021 t/m 17-04-2021 Hitnoteringen: (Week 44) 26-06-2021 Hitnoteringen: (Week 45) 31-07-2021 Hitnoteringen: (Week 46) 04-09-2021 Hitnoteringen: (Week 47) 13-11-2021 |
| Week: | 1 | 2 | 3 | 4 | 5 | 6 | 7 | 8 | 9 | 10 | 11 | 12 | 13 | 14 | 15 | 16 | 17 | 18 | 19 | 20 |
| --- | --- | --- | --- | --- | --- | --- | --- | --- | --- | --- | --- | --- | --- | --- | --- | --- | --- | --- | --- | --- |
| Positie: | 79 | 2 | 14 | 33 | 38 | 51 | 64 | 61 | 72 | 56 | 52 | 40 | 37 | 42 | 38 | 42 | 46 | 52 | 64 | 64 |
| Week | 21 | 22 | 23 | 24 | 25 | 26 | 27 | 28 | 29 | 30 | | 31 | 32 | | 33 | 34 | 35 | 36 | 37 | |
| Positie: | 73 | 64 | 91 | 68 | 68 | 107 | 106 | 129 | 144 | 133 | uit | 153 | 147 | uit | 181 | 115 | 104 | 120 | 109 | uit |
| Week: | 38 | 39 | | 40 | 41 | | 42 | 43 | | 44 | | 45 | | 46 | | 47 | | | | |
| Positie: | 83 | 109 | uit | 192 | 149 | uit | 132 | 141 | uit | 196 | uit | 197 | uit | 200 | uit | 154 | uit | | | |

## Taylor's Version
Red (Taylor's Version) is de heropname van de vierde studioalbum van Amerikaanse zangeres Taylor Swift, die verscheen op 12 november 2021 bij Republic Records. Het is de tweede heropname van een ouder album van Swift, na Fearless (Taylor's Version), als gevolg van Swifts dispuut met haar voormalige platenlabel. Het album bevat enerzijds heropnames van nummers die Swift al eerder uitbracht, waaronder 20 liedjes van het originele album en 'Ronan', een single die Swift voor het goede doel uitbracht. Anderzijds bevat het album negen andere liedjes geschreven voor Red die de selectie van 2012 niet haalden, waaronder de originele, tien minuten durende versie van 'All Too Well'.

### Achtergrond
Vanaf 2019 raakte Swift verwikkeld in een conflict met haar voormalig platenlabel Big Machine Records over de rechten over de masteropnamen van haar eerste zes albums. Swift wilde deze zelf bezitten en was met name ongelukkig over Scooter Braun, wiens bedrijf de rechten in handen kreeg. Ook na verkoop van de rechten bleef Swift ontevreden over de situatie aangezien Braun indirect alsnog zou profiteren van haar muziek. Om zelf de rechten over haar masteropnames in handen te krijgen besloot Swift haar eerste zes albums opnieuw op te nemen .
Red (Taylor's Version) was het tweede album dat Swift opnieuw uitbracht. Het volgt op de heropname van Fearless. Net als op Fearless (Taylor's Version) bevat dit album extra nummers die de originele selectie van Red niet haalden. Uit hints die Swift op social media gaf, kon worden afgeleid dat naast Swift Ed Sheeran, Phoebe Bridgers en Chris Stapleton te horen waren op deze nieuwe nummers. Twee nieuwe nummers werden al eerder uitgebracht door andere artiesten; 'Better Man' werd in 2016 uitgebracht door Little Big Town en 'Babe' werd in samenwerking met Swift uitgebracht door Sugarland in 2018. Naast twintig liedjes van het originele album en acht nieuwe nummers bevat Red (Taylor's Version) ook de originele, tien minuten durende versie van 'All Too Well' en 'Ronan', de single die Swift maakte voor het goede doel.
Red (Taylor's Version) werd uitgegeven op streamingdiensten, als CD en op vinyl 12". De vinyl heeft het ongebruikelijke toerenaantal van 45 per minuut.

### Promotie en singles
Red (Taylor's Version) werd, in tegenstelling tot de vorige heropname, niet vooraf gegaan door een single van het album zelf. Wel bracht Swift tussen de aankondiging en uitgave van het album de heropname van 'Wildest Dreams' van haar vijfde studioalbum uit. Drie dagen nadat het album verscheen bracht Swift de eerste single uit van het album. Dit was 'I Bet You Think About Me', een van de nieuwe nummers waar ook Chris Stapleton op zingt. De videoclip van deze single werd geregisseerd door actrice Blake Lively. Naast Swift is Miles Teller te zien in de videoclip. Tegelijkertijd bracht Swift de tien minuten durende versie van 'All Too Well' uit als promotiesingle via haar website. Later werd een ander nieuw nummer, 'Message in a Bottle' uitgegeven als single.
Verder werd het album op verschillende manieren gepromoot. Een aantal uur nadat het album verscheen bracht Swift de korte film All Too Well, naar het gelijknamige liedje, uit. De film is geschreven en geregisseerd door Swift en heeft Sadie Sink en Dylan O'Brien als de hoofdrollen. De film ging in première in een bioscoop in New York, waar Swift ook het eerste live optreden van de tien minute durende versie van het nummer gaf. Later verscheen de film op YouTube. Swift verscheen ook in verschillende televisieprogramma's rond de verschijning van het album. Op 11 november verscheen ze in de talkshows The Tonight Show with Jimmy Fallon en Late Night with Seth Meyers om over het album te praten. Daarnaast trad Swift op 13 november, een dag na het verschijnen van Red (Taylor's Version) op bij Saturday Night Live. Hier vertolkte ze opnieuw de tien minuten versie van 'All Too Well'. Ten slotte werkte Swift samen met Starbucks om het album te promoten.

### Ontvangst
Red (Taylor's Version) werd positief ontvangen door professionele recensenten. Volgens Metacritic, een website die albums een score van 0 tot 100 toekent op basis van alle (professionele) recensies, werd het album 15 keer gerecenseerd met een gemiddelde beoordeling van 92. Dat is hoger dan de score die de originele versie van Red kreeg (namelijk 77). Net als bij Fearless (Taylor's Version) merkten recensenten op dat Swifts stem en de productie beter klinkt op Red (Taylor's Version) dan op de originele opname. Muziektijdschrift Under the Radar gaf 'The Last Time' als voorbeeld daarvan. Volgens hun recensent overtrof de zang van zowel Swift als haar duetpartner Gary Lightbody ruim hun zang op de originele opname.
Tegenover deze verbeterde zang en productie vond een deel van de recensenten wel staan dat de persoonlijkheid van de oude liedjes was weggevallen. Volgens de Britse krant The Guardian klonk Swift op de originele versie van Red als een jong, onschuldig meisje wier hart net was gebroken (door naar verluidt een oudere man). Volgens de krant was het haar niet gelukt om de emoties die ze toen overbracht op dezelfde manier te vertolken op Red (Taylor's Version). Daardoor klonken sommige liedjes vlak. Desondanks vond men over het algemeen de opnieuw opgenomen liedjes erg lijken op de originele versies.
De nieuwe nummers op het album werden vrijwel allemaal positief beoordeeld. 'Nothing New' (het duet tussen Swift en Phoebe Bridgers) werd echter genoemd als een hoogtepunt van het album. Ook de tien-minutendurende versie van 'All Too Well' werd positief ontvangen. Een aantal recensenten noemden deze versie beter dan de versie van vijf minuten.
Red (Taylor's Version) werd door verschillende tijdschriften genoemd als een van de beste albums van 2021. Katie Atkinson schreef voor Billboard dat Swift met Red (Taylor's Version) heeft laten zien dat de nieuwe opnames van haar albums niet alleen draaien om het opnieuw uitbrengen van oude nummers. In plaats daarvan geeft Swift haar oude albums een nieuw leven en weet daarmee net zo veel aandacht en enthousiasme te winnen rond een heropname als rond een volledig nieuw album.

#### Verkoop, streaming en hitnoteringen
Red (Taylor's Version) werd na uitgave goed beluisterd. Op Spotify werd het album zo'n 90.8 miljoen keer gestreamd. Daarmee brak Swift het record voor het best beluisterde album van een vrouwelijke artiest op één dag. Dit record stond eerder ook al op Swifts naam, toen ze haar achtste album, folklore, uitbracht in 2020. Daarnaast werd Swift de meest beluisterde vrouwelijke artiest op een enkele dag toen het album uitkwam. Op de dag van uitgave werden haar nummers namelijk bijna 123 miljoen keer beluisterd.
In de Verenigde Staten werden de nummers van Red (Taylor's Version) in de eerste week zo'n 300 miljoen keer beluisterd en werden er 369.000 exemplaren van het album verkocht. Dit leverde Swift haar tiende nummer-1 album op in de VS, waarmee ze de tweede vrouw werd die tien albums die de top van de Billboard 200 bereikten had (samen met Barbara Streisland). Op het moment dat Red (Taylor's Version) de top van de Billboard 200 bereikte, kwam 'All Too Well (Taylor's Version)' op de eerste plek in de Billboard Hot 100 te staan. Ze is de eerste artiest die dit drie keer voor elkaar heeft gekregen. Na een half jaar bleek Red (Taylor's Version) veel vaker beluisterd en verkocht te worden dan de originele versie van Red. Ook deed deze heropname het een stuk beter dan Swifts nieuwe opname van Fearless. Waar Fearless (Taylor's Version) binnen een jaar 1 miljoen albumeenheden (streams omgerekend in exemplaren verkocht en werkelijke exemplaren verkocht) opleverde, leverde Red (Taylor's Version) 1,5 miljoen albumeenheden op in de helft van de tijd.
Buiten de Verenigde Staten bereikte Red (Taylor's Version) ook de top van de hitlijsten in verschillende Angelsaksische landen, waaronder Australië, Nieuw-Zeeland en Canada. Ook in Noorwegen en Argentinië kwam Red (Taylor's Version) op de eerste plek van de hitlijsten te staan. In meerdere Europese landen bereikte het album de top tien. In zowel Nederland als Vlaanderen belandde Red (Taylor's Version) op de derde plek.

### Tracklist
| 1.                  | State of Grace                                     | Taylor Swift                       | Swift, Christopher Rowe            | 4:55  |
| 2.                  | Red                                                | Swift                              | Swift, Rowe                        | 3:43  |
| 3.                  | Treacherous                                        | Swift, Dan Wilson                  | Wilson                             | 4:02  |
| 4.                  | I Knew You Were Trouble                            | Swift, Max Martin, Shellback       | Swift, Rowe, Shellback             | 3:39  |
| 5.                  | All Too Well                                       | Swift, Liz Rose                    | Swift, Rowe                        | 5:29  |
| 6.                  | 22                                                 | Swift, Martin, Shellback           | Swift, Rowe, Shellback             | 3:50  |
| 7.                  | I Almost Do                                        | Swift                              | Swift, Rowe                        | 4:04  |
| 8.                  | We Are Never Ever Getting Back Together            | Swift, Martin, Shellback           | Swift, Rowe, Shellback             | 3:13  |
| 9.                  | Stay Stay Stay                                     | Swift                              | Swift, Rowe                        | 3:25  |
| 10.                 | The Last Time (met Gary Lightbody van Snow Patrol) | Swift, Lightbody, Jacknife Lee     | Lee                                | 4:59  |
| 11.                 | Holy Ground                                        | Swift                              | Jeff Bhasker                       | 3:22  |
| 12.                 | Sad Beautiful Tragic                               | Swift                              | Swift, Rowe, Paul Mirkovich        | 4:44  |
| 13.                 | The Lucky One                                      | Swift                              | Bhasker                            | 4:00  |
| 14.                 | Everything Has Changed (met Ed Sheeran)            | Swift, Ed Sheeran                  | Butch Walker                       | 4:05  |
| 15.                 | Starlight                                          | Swift                              | Swift, Rowe, Mirkovich             | 3:40  |
| 16.                 | Begin Again                                        | Swift                              | Swift, Rowe                        | 3:58  |
| 17.                 | The Moment I Knew                                  | Swift                              | Swift, Rowe, Mirkovich             | 4:45  |
| 18.                 | Come Back...Be Here                                | Swift, Wilson                      | Wilson                             | 3:43  |
| 19.                 | Girl at Home                                       | Swift                              | Elvira Anderfjärd                  | 3:40  |
| 20.                 | State of Grace (akoestische versie)                | Swift                              | Swift, Rowe                        | 5:21  |
| 21.                 | Ronan                                              | Swift, Maya Thompson               | Swift, Rowe                        | 4;24  |
| 22.                 | Better Man                                         | Swift                              | Swift, Aaron Dessner               | 4:57  |
| 23.                 | Nothing New (met Phoebe Bridgers)                  | Swift                              | Swift, Dessner                     | 4:18  |
| 24.                 | Babe                                               | Swift, Pat Monahan                 | Swift, Jack Antonoff               | 3:44  |
| 25.                 | Message in a Bottle                                | Swift, Martin, Shellback           | Anderfjärd, Shellback              | 3:45  |
| 26.                 | I Bet You Think About Me (met Chris Stapleton)     | Swift, Lori McKenna                | Swift, Dessner                     | 4:45  |
| 27.                 | Forever Winter                                     | Swift, Mark Foster                 | Swift, Antonoff                    | 4:23  |
| 28.                 | Run (met Ed Sheeran)                               | Swift, Sheeran                     | Swift, Dessner                     | 4:00  |
| 29.                 | The Very First Night                               | Swift, Amund Bjørklund, Espen Lind | Espionage, Tim Blacksmith, Danny D | 3:20  |
| 30.                 | All Too Well (10 minuten-versie)                   | Swift, Rose                        | Swift, Antonoff                    | 10:13 |
| Totale duur: 130:26 |                                                    |                                    |                                    |       |

#### Opmerkingen
- Tracks 1 t/m 21 hebben de toevoeging '(Taylor's Version)'.
- Tracks 22 t/m 30 hebben de toevoeging '(Taylor's Version) (From The Vault)'.

### Hitnoteringen

#### Nederlandse Album Top 100
| Hitnoteringen: (Week 1 t/m 18) 20-11-2021 t/m 19-03-2022 Hitnotering: (Week 19) 09-04-2022 Hitnoteringen: (Week 20 t/m 21) 30-04-2022 t/m 07-05-2022 Hitnoteringen: (Week 22) 24-09-2022 Hitnoteringen: (Week 23 t/m 25) 08-10-2022 t/m 22-10-2022 | Hitnoteringen: (Week 1 t/m 18) 20-11-2021 t/m 19-03-2022 Hitnotering: (Week 19) 09-04-2022 Hitnoteringen: (Week 20 t/m 21) 30-04-2022 t/m 07-05-2022 Hitnoteringen: (Week 22) 24-09-2022 Hitnoteringen: (Week 23 t/m 25) 08-10-2022 t/m 22-10-2022 | Hitnoteringen: (Week 1 t/m 18) 20-11-2021 t/m 19-03-2022 Hitnotering: (Week 19) 09-04-2022 Hitnoteringen: (Week 20 t/m 21) 30-04-2022 t/m 07-05-2022 Hitnoteringen: (Week 22) 24-09-2022 Hitnoteringen: (Week 23 t/m 25) 08-10-2022 t/m 22-10-2022 | Hitnoteringen: (Week 1 t/m 18) 20-11-2021 t/m 19-03-2022 Hitnotering: (Week 19) 09-04-2022 Hitnoteringen: (Week 20 t/m 21) 30-04-2022 t/m 07-05-2022 Hitnoteringen: (Week 22) 24-09-2022 Hitnoteringen: (Week 23 t/m 25) 08-10-2022 t/m 22-10-2022 | Hitnoteringen: (Week 1 t/m 18) 20-11-2021 t/m 19-03-2022 Hitnotering: (Week 19) 09-04-2022 Hitnoteringen: (Week 20 t/m 21) 30-04-2022 t/m 07-05-2022 Hitnoteringen: (Week 22) 24-09-2022 Hitnoteringen: (Week 23 t/m 25) 08-10-2022 t/m 22-10-2022 | Hitnoteringen: (Week 1 t/m 18) 20-11-2021 t/m 19-03-2022 Hitnotering: (Week 19) 09-04-2022 Hitnoteringen: (Week 20 t/m 21) 30-04-2022 t/m 07-05-2022 Hitnoteringen: (Week 22) 24-09-2022 Hitnoteringen: (Week 23 t/m 25) 08-10-2022 t/m 22-10-2022 | Hitnoteringen: (Week 1 t/m 18) 20-11-2021 t/m 19-03-2022 Hitnotering: (Week 19) 09-04-2022 Hitnoteringen: (Week 20 t/m 21) 30-04-2022 t/m 07-05-2022 Hitnoteringen: (Week 22) 24-09-2022 Hitnoteringen: (Week 23 t/m 25) 08-10-2022 t/m 22-10-2022 | Hitnoteringen: (Week 1 t/m 18) 20-11-2021 t/m 19-03-2022 Hitnotering: (Week 19) 09-04-2022 Hitnoteringen: (Week 20 t/m 21) 30-04-2022 t/m 07-05-2022 Hitnoteringen: (Week 22) 24-09-2022 Hitnoteringen: (Week 23 t/m 25) 08-10-2022 t/m 22-10-2022 | Hitnoteringen: (Week 1 t/m 18) 20-11-2021 t/m 19-03-2022 Hitnotering: (Week 19) 09-04-2022 Hitnoteringen: (Week 20 t/m 21) 30-04-2022 t/m 07-05-2022 Hitnoteringen: (Week 22) 24-09-2022 Hitnoteringen: (Week 23 t/m 25) 08-10-2022 t/m 22-10-2022 | Hitnoteringen: (Week 1 t/m 18) 20-11-2021 t/m 19-03-2022 Hitnotering: (Week 19) 09-04-2022 Hitnoteringen: (Week 20 t/m 21) 30-04-2022 t/m 07-05-2022 Hitnoteringen: (Week 22) 24-09-2022 Hitnoteringen: (Week 23 t/m 25) 08-10-2022 t/m 22-10-2022 | Hitnoteringen: (Week 1 t/m 18) 20-11-2021 t/m 19-03-2022 Hitnotering: (Week 19) 09-04-2022 Hitnoteringen: (Week 20 t/m 21) 30-04-2022 t/m 07-05-2022 Hitnoteringen: (Week 22) 24-09-2022 Hitnoteringen: (Week 23 t/m 25) 08-10-2022 t/m 22-10-2022 | Hitnoteringen: (Week 1 t/m 18) 20-11-2021 t/m 19-03-2022 Hitnotering: (Week 19) 09-04-2022 Hitnoteringen: (Week 20 t/m 21) 30-04-2022 t/m 07-05-2022 Hitnoteringen: (Week 22) 24-09-2022 Hitnoteringen: (Week 23 t/m 25) 08-10-2022 t/m 22-10-2022 | Hitnoteringen: (Week 1 t/m 18) 20-11-2021 t/m 19-03-2022 Hitnotering: (Week 19) 09-04-2022 Hitnoteringen: (Week 20 t/m 21) 30-04-2022 t/m 07-05-2022 Hitnoteringen: (Week 22) 24-09-2022 Hitnoteringen: (Week 23 t/m 25) 08-10-2022 t/m 22-10-2022 | Hitnoteringen: (Week 1 t/m 18) 20-11-2021 t/m 19-03-2022 Hitnotering: (Week 19) 09-04-2022 Hitnoteringen: (Week 20 t/m 21) 30-04-2022 t/m 07-05-2022 Hitnoteringen: (Week 22) 24-09-2022 Hitnoteringen: (Week 23 t/m 25) 08-10-2022 t/m 22-10-2022 | Hitnoteringen: (Week 1 t/m 18) 20-11-2021 t/m 19-03-2022 Hitnotering: (Week 19) 09-04-2022 Hitnoteringen: (Week 20 t/m 21) 30-04-2022 t/m 07-05-2022 Hitnoteringen: (Week 22) 24-09-2022 Hitnoteringen: (Week 23 t/m 25) 08-10-2022 t/m 22-10-2022 | Hitnoteringen: (Week 1 t/m 18) 20-11-2021 t/m 19-03-2022 Hitnotering: (Week 19) 09-04-2022 Hitnoteringen: (Week 20 t/m 21) 30-04-2022 t/m 07-05-2022 Hitnoteringen: (Week 22) 24-09-2022 Hitnoteringen: (Week 23 t/m 25) 08-10-2022 t/m 22-10-2022 | Hitnoteringen: (Week 1 t/m 18) 20-11-2021 t/m 19-03-2022 Hitnotering: (Week 19) 09-04-2022 Hitnoteringen: (Week 20 t/m 21) 30-04-2022 t/m 07-05-2022 Hitnoteringen: (Week 22) 24-09-2022 Hitnoteringen: (Week 23 t/m 25) 08-10-2022 t/m 22-10-2022 | Hitnoteringen: (Week 1 t/m 18) 20-11-2021 t/m 19-03-2022 Hitnotering: (Week 19) 09-04-2022 Hitnoteringen: (Week 20 t/m 21) 30-04-2022 t/m 07-05-2022 Hitnoteringen: (Week 22) 24-09-2022 Hitnoteringen: (Week 23 t/m 25) 08-10-2022 t/m 22-10-2022 | Hitnoteringen: (Week 1 t/m 18) 20-11-2021 t/m 19-03-2022 Hitnotering: (Week 19) 09-04-2022 Hitnoteringen: (Week 20 t/m 21) 30-04-2022 t/m 07-05-2022 Hitnoteringen: (Week 22) 24-09-2022 Hitnoteringen: (Week 23 t/m 25) 08-10-2022 t/m 22-10-2022 | Hitnoteringen: (Week 1 t/m 18) 20-11-2021 t/m 19-03-2022 Hitnotering: (Week 19) 09-04-2022 Hitnoteringen: (Week 20 t/m 21) 30-04-2022 t/m 07-05-2022 Hitnoteringen: (Week 22) 24-09-2022 Hitnoteringen: (Week 23 t/m 25) 08-10-2022 t/m 22-10-2022 | Hitnoteringen: (Week 1 t/m 18) 20-11-2021 t/m 19-03-2022 Hitnotering: (Week 19) 09-04-2022 Hitnoteringen: (Week 20 t/m 21) 30-04-2022 t/m 07-05-2022 Hitnoteringen: (Week 22) 24-09-2022 Hitnoteringen: (Week 23 t/m 25) 08-10-2022 t/m 22-10-2022 |
| Week: | 1 | 2 | 3 | 4 | 5 | 6 | 7 | 8 | 9 | 10 | 11 | 12 | 13 | 14 | 15 | 16 | 17 | 18 | | 19 |
| --- | --- | --- | --- | --- | --- | --- | --- | --- | --- | --- | --- | --- | --- | --- | --- | --- | --- | --- | --- | --- |
| Positie | 3 | 7 | 7 | 10 | 14 | 24 | 34 | 25 | 32 | 41 | 38 | 46 | 56 | 74 | 69 | 70 | 82 | 93 | uit | 91 |
| Week: | | 20 | 21 | | 22 | | 23 | 24 | 25 | | | | | | | | | | | |
| Positie | uit | 96 | 93 | uit | 96 | uit | 88 | 98 | 94 | uit | | | | | | | | | | |

#### Vlaamse Ultratop 200 Albums
| Hitnoteringen: (Week 1 t/m 74): 20-11-2021 t/m heden | Hitnoteringen: (Week 1 t/m 74): 20-11-2021 t/m heden | Hitnoteringen: (Week 1 t/m 74): 20-11-2021 t/m heden | Hitnoteringen: (Week 1 t/m 74): 20-11-2021 t/m heden | Hitnoteringen: (Week 1 t/m 74): 20-11-2021 t/m heden | Hitnoteringen: (Week 1 t/m 74): 20-11-2021 t/m heden | Hitnoteringen: (Week 1 t/m 74): 20-11-2021 t/m heden | Hitnoteringen: (Week 1 t/m 74): 20-11-2021 t/m heden | Hitnoteringen: (Week 1 t/m 74): 20-11-2021 t/m heden | Hitnoteringen: (Week 1 t/m 74): 20-11-2021 t/m heden | Hitnoteringen: (Week 1 t/m 74): 20-11-2021 t/m heden | Hitnoteringen: (Week 1 t/m 74): 20-11-2021 t/m heden | Hitnoteringen: (Week 1 t/m 74): 20-11-2021 t/m heden | Hitnoteringen: (Week 1 t/m 74): 20-11-2021 t/m heden | Hitnoteringen: (Week 1 t/m 74): 20-11-2021 t/m heden | Hitnoteringen: (Week 1 t/m 74): 20-11-2021 t/m heden | Hitnoteringen: (Week 1 t/m 74): 20-11-2021 t/m heden | Hitnoteringen: (Week 1 t/m 74): 20-11-2021 t/m heden | Hitnoteringen: (Week 1 t/m 74): 20-11-2021 t/m heden | Hitnoteringen: (Week 1 t/m 74): 20-11-2021 t/m heden | Hitnoteringen: (Week 1 t/m 74): 20-11-2021 t/m heden |
| Week:                                                | 1                                                    | 2                                                    | 3                                                    | 4                                                    | 5                                                    | 6                                                    | 7                                                    | 8                                                    | 9                                                    | 10                                                   | 11                                                   | 12                                                   | 13                                                   | 14                                                   | 15                                                   | 16                                                   | 17                                                   | 18                                                   | 19                                                   | 20                                                   |
| ---------------------------------------------------- | ---------------------------------------------------- | ---------------------------------------------------- | ---------------------------------------------------- | ---------------------------------------------------- | ---------------------------------------------------- | ---------------------------------------------------- | ---------------------------------------------------- | ---------------------------------------------------- | ---------------------------------------------------- | ---------------------------------------------------- | ---------------------------------------------------- | ---------------------------------------------------- | ---------------------------------------------------- | ---------------------------------------------------- | ---------------------------------------------------- | ---------------------------------------------------- | ---------------------------------------------------- | ---------------------------------------------------- | ---------------------------------------------------- | ---------------------------------------------------- |
| Positie                                              | 3                                                    | 7                                                    | 8                                                    | 9                                                    | 16                                                   | 22                                                   | 26                                                   | 15                                                   | 20                                                   | 36                                                   | 33                                                   | 38                                                   | 39                                                   | 40                                                   | 43                                                   | 74                                                   | 58                                                   | 78                                                   | 82                                                   | 89                                                   |
| Week:                                                | 21                                                   | 22                                                   | 23                                                   | 24                                                   | 25                                                   | 26                                                   | 27                                                   | 28                                                   | 29                                                   | 30                                                   | 31                                                   | 32                                                   | 33                                                   | 34                                                   | 35                                                   | 36                                                   | 37                                                   | 38                                                   | 39                                                   | 40                                                   |
| Positie                                              | 63                                                   | 61                                                   | 66                                                   | 76                                                   | 97                                                   | 82                                                   | 80                                                   | 100                                                  | 82                                                   | 82                                                   | 87                                                   | 65                                                   | 85                                                   | 83                                                   | 110                                                  | 108                                                  | 122                                                  | 78                                                   | 90                                                   | 129                                                  |
| Week:                                                | 41                                                   | 42                                                   | 43                                                   | 44                                                   | 45                                                   | 46                                                   | 47                                                   | 48                                                   | 49                                                   | 50                                                   | 51                                                   | 52                                                   | 53                                                   | 54                                                   | 55                                                   | 56                                                   | 57                                                   | 58                                                   | 59                                                   | 60                                                   |
| Positie                                              | 79                                                   | 90                                                   | 70                                                   | 70                                                   | 113                                                  | 95                                                   | 96                                                   | 87                                                   | 74                                                   | 56                                                   | 81                                                   | 90                                                   | 64                                                   | 86                                                   | 94                                                   | 85                                                   | 108                                                  | 90                                                   | 114                                                  | 69                                                   |
| Week:                                                | 61                                                   | 62                                                   | 63                                                   | 64                                                   | 65                                                   | 66                                                   | 67                                                   | 68                                                   | 69                                                   | 70                                                   | 71                                                   | 72                                                   | 73                                                   | 74                                                   | 75                                                   | 76                                                   | 77                                                   | 78                                                   | 79                                                   | 80                                                   |
| Positie                                              | 78                                                   | 109                                                  | 88                                                   | 81                                                   | 85                                                   | 84                                                   | 114                                                  | 92                                                   | 101                                                  | 91                                                   | 74                                                   | 70                                                   | 88                                                   | 72                                                   | 86                                                   | 81                                                   | 70                                                   | 68                                                   | 78                                                   | 55                                                   |
| Week:                                                | 81                                                   | 82                                                   | 83                                                   | 84                                                   | 85                                                   | 86                                                   | 87                                                   | 88                                                   | 89                                                   | 90                                                   | 91                                                   | 92                                                   | 93                                                   | 94                                                   | 95                                                   | 96                                                   | 97                                                   | 98                                                   | 99                                                   | 100                                                  |
| Positie                                              | 66                                                   | 60                                                   | 64                                                   | 58                                                   | 36                                                   | 45                                                   | 49                                                   | 28                                                   | 40                                                   | 41                                                   | 39                                                   | 28                                                   | 35                                                   | 27                                                   | 31                                                   | 52                                                   | 55                                                   | 56                                                   | 41                                                   | 52                                                   |